# There's No Place Like Home
"There's No Place Like Home" (titulado "Nada mejor que estar en casa" en España) es el episodio final de la cuarta temporada de la serie Lost, de la cadena de televisión ABC. Está dividido en tres partes: la primera, emitida el 15 de mayo de 2008 en Estados Unidos y Canadá, tiene una hora de duración y consiguió reunir una audiencia media de 11,4 millones de espectadores, mientras que la segunda y tercera, con una audiencia media de 12,2 millones de espectadores, fueron emitidas el 29 de mayo, ya que el episodio final de la serie Grey's Anatomy se emitió en el horario de Lost del día 23 de mayo. 
El episodio fue escrito por Damon Lindelof y Carlton Cuse y, mientras que Stephen Williams dirigió la primera parte, Jack Bender se ocupó de la segunda y la tercera. La narrativa del episodio se centra en el enfrentamiento entre los supervivientes del Vuelo 815 de Oceanic y los miembros del carguero Kahana. Los flashforwards muestran los acontecimientos desde que los seis del Oceanic salen de la isla. 

## Trama

### Primera parte

#### En la isla
Jack Shephard (Matthew Fox) y Kate Austen (Evangeline Lilly) deciden ir tras el helicóptero del Kahana que pasó la noche anterior sobre la playa. Por el camino se encuentran con Miles Straume (Ken Leung) y Sawyer (Josh Holloway), el cual lleva a Aaron Littleton en brazos, y les cuenta que han perdido a Claire (Emilie de Ravin). Kate regresa con Aaron y Miles a la playa, mientras que Sawyer acompaña a Jack. Una vez de vuelta en la playa, Sayid Jarrah (Naveen Andrews) llega con un zodiac desde el Kahana, para llevarse a los supervivientes al barco. Tras informar de que los que van en el helicóptero tienen la intención de matar a los supervivientes, y al enterarse de que Jack y Sawyer han ido tras ellos, Sayid va a buscarles, acompañado por Kate que deja a Aaron al cuidado de Sun Hwa-Kwon (Yunjin Kim). Mientras que Daniel Faraday (Jeremy Davies) va llevando a los supervivientes al Kahana con el zodiac, Sayid y Kate son apresados en la selva por Richard Alpert (Nestor Carbonell) y los Otros. 
El primer grupo de supervivientes, entre los que están Sun y su marido Jin (Daniel Dae Kim), llegan al Kahana y en ese momento, Desmond Hume (Henry Ian Cusick) descubre que hay en el barco una carga de explosivos suficiente como para destruirlo. 
John Locke (Terry O'Quinn), Hugo Reyes (Jorge Garcia) y Benjamin Linus (Michael Emerson) se dirigen a la estación de la Iniciativa Dharma llamada La Orquídea, donde intentarán llevar a cabo la misión que Jacob les ha encargado: mover la isla. Una vez allí, descubren que los mercenarios del Kahana han llegado antes que ellos y Ben se entrega, con el objetivo de distraerlos y de lograr que Locke entre en la estación.

#### Flashforwards
Un avión dirigido por miembros de la compañía Oceanic Airlines transporta a Jack Shephard, Kate Austen, Aaron Littleton, Sayid Jarrah, Hugo Reyes y Sun Hwa-Kwon hasta Honolulu (Hawái), donde sus familiares les están esperando. Poco después organizan una rueda de prensa donde explican una historia falsa sobre el accidente del avión y como sólo tres personas más (Boone Carlyle, Libby y Charlie Pace), además de ellos, habían sobrevivido, pero fallecieron en una isla del archipiélago de Sonda (Indonesia) a la que habían llegado nadando. También, Kate hace pasar a Aaron por su hijo, diciendo que nació en dicha isla. Tras finalizar la rueda de prensa, Sayid se reencuentra con su antiguo amor, Nadia (Andrea Gabriel), con la que acaba casándose.
Tras el funeral por el padre de Jack, Christian Shephard, una mujer se acerca a él y le revela que tuvo una hija con Christian, llamada Claire, y que ella iba en el Vuelo 815. Jack se da cuenta entonces de que Aaron es su sobrino.

### Segunda y tercera parte

#### En la isla
Jack y Sawyer van a la Estación Orquídea, donde se reúnen con Hugo y Locke. Jack y Locke discuten de nuevo sobre la isla; Locke trata de convencerlo de no irse de la isla y argumenta que Jack aún no ha hecho lo que se supone debe hacer allí. Cuando Jack se niega, Locke le pide entonces que cuando se vaya mienta sobre la isla para protegerla. Mientras tanto, Martin Keamy (Kevin Durand) y sus tropas mercenarias, con su prisionero, Ben, regresan al helicóptero. Kate, Sayid y Los Otros preparan una emboscada a los mercenarios y logran matarlos a todos, excepto a Martin, quien finge estar muerto. En reconocimiento a la liberación de Ben, Los Otros dejan que Kate y Sayid se vayan de la isla en el helicóptero. Ben va a la Estación Orquídea y aconseja a Jack salir de la isla pronto y le indica un ascensor escondido para que salga.
Dentro de la instalación subterránea, Ben, molesto por las preguntas de Locke, le pide que vea el video de orientación de la Estación Orquídea. Mientras Locke observa el video, Ben pone cada parte metálica que puede encontrar, dentro de un pequeño compartimento en la parte de atrás de la estación, lo cual causa preocupación a Locke, ya que el video explícitamente advierte contra esa actividad. Cuando la cinta comienza a discutir el recorrido del tiempo que implica una bolsa de la materia exótica encajada en la montaña y los conejos, el VCR empieza a fallar y se rebobina hasta el comienzo. Locke vuelve a hacer preguntas que Ben rehúsa contestar. Martin Keamy logra entrar a La Orquídea y amenaza que si muere, explotará una bomba que hundirá el carguero y explica que al dejar de latir su corazón un monitor activará el detonador del explosivo.
Ben, aún muy afectado por la pérdida de su hija adoptiva, mata a Martin, sin mostrar ninguna compasión o remordimiento por lo que le puede ocurrir a la gente en el carguero. Luego Ben le dice a Locke que el que mueva la isla se verá obligado a abandonarla y a no regresar jamás. Añade que por ello, Locke deberá quedarse a remplazarlo como líder de Los Otros y le informa dónde puede encontrarse con ellos. Se despiden y luego Locke va a reunirse con Los Otros, quienes le dan la bienvenida.
Ben sella y luego activa la energía en el sitio que había cargado con partes de metal. Instantáneamente aparecen arcos eléctricos alrededor de las partes metálicas y hacen un agujero en la parte trasera del compartimento. Después de colocarse un abrigo de esquimal, Ben cava y convierte el agujero en un túnel por el que baja hasta un cuarto congelado. Mientras baja, se cae y se corta el brazo. Él entonces le da vuelta a una rueda metálica muy grande, aparentemente para iniciar el proceso de mover la isla. Cuando completa la rotación, mientras llora a sabiendas de su destierro inminente, se oye un sonido misterioso y un destello de luz blanca envuelve toda la isla.
Jack, Kate, Sayid, Sawyer, Hurley y Frank Lapidus (Jeff Fahey) intentan salir de la isla en el helicóptero, pero descubren un escape de gasolina provocado por el impacto de una bala disparada en la batalla entre los mercenarios y Los Otros. Sawyer trata de disminuir la carga de la aeronave lanzando objetos y finalmente decide saltar él mismo, antes de lo cual susurra algo al oído de Kate. Con menos carga el helicóptero logra superar el corte del tiempo y llegar hasta el Kahana. Allí reparan el escape, recargan combustible y recogen a Desmond, Sun y Aaron antes de que la bomba estalle y aparentemente mate a Michael Dawson (Harold Perrineau), Jin y muchos otros que estaban en el carguero. Justo antes de la explosión, Michael intenta enfriar la batería con nitrógeno líquido, cuando se le aparece Christian Shephard (John Terry) y le dice "ahora puedes irte".
Daniel Faraday, que estaba llevando gente de la isla al barco, vira hacia la isla. Sawyer llega nadando a la isla y encuentra a Juliet tomado ron; le pregunta "¿qué celebramos?" y al darse la vuelta ve el carguero en llamas naufragando. 
La gente en el helicóptero decide regresar a la isla a rescatar a otras personas pero, al aproximarse, la ven desaparecer cubierta por la gran luz. Sin tierra a la vista se ven forzados a ir sin rumbo sobre el océano. Al quedarse sin combustible se lanzan al mar en una balsa de rescate. Hugo sugiere que Locke logró mover la isla, pero Jack discrepa airádamente y dice que no cree en milagros.
Por la noche, los supervivientes en la balsa encuentran el bote de Penelope Widmore (Sonya Walger). Jack les dice entonces que deben mentir sobre lo todo lo ocurrido para proteger a quienes quedaron en la isla. Desmond y Penny se encuentran al fin y Desmond le presenta a sus compañeros. Primero renuentes, finalmente todos planifican con Jack qué decir y qué versión falsa dar sobre el accidente y sobre lo que pasó a los supervivientes en una isla pequeña de Indonesia. Se despiden de Desmond y Frank Lapidus y llegan a la isla de Sumba, a unas 3000 millas de donde fueron recogidos por el bote de Penny.

#### Flashforwards
En varios adelantos, se ve cómo Kate, Jack y Walt Lloyd (Malcolm David Kelley) cuentan cómo han sido abordados por Jeremy Bentham, el hombre del ataúd a cuyo funeral fue Jack. En Londres, Sun se enfrenta con Charles Widmore, quien aparenta no conocerla, y le dice que ellos tienen intereses comunes. Mientras tanto, Sayid se introduce en el hospital mental donde está Hugo para que se vaya a "algún sitio seguro", a lo que Hugo, después de dudarlo, acepta. Más adelante, Kate sueña con Claire que le dice que no debe llevar a Aaron de regreso a la isla.
En el último flashforward, Jack se ve de nuevo en la funeraria donde es velado Jeremy Bentham. Allí llega Ben, quien le pregunta sobre lo que Jeremy dijo cuando visitó a Jack, que responde que el visitante afirmó, que desde que Jack salió de la isla han pasado allí cosas terribles y que es necesario que regrese. Ben le dice que la isla no dejará que vuelva solo y que debe regresar con los demás, incluso con quien está en el ataúd. Entonces se ve dentro del ataúd el cuerpo de John Locke.

## Producción
Originalmente, estaba previsto que el episodio fuera dividido en dos partes de una hora de duración cada una, pero los productores ejecutivos de la serie, Damon Lindelof y Carlton Cuse, solicitaron a la cadena ABC incluir uno de los tres episodios que habían sido cancelados a causa de la huelga de guionistas de 2007 - 2008 en Hollywood.

## Crítica

### Primera parte
Patrick Kevin Day, del periódico de Los Angeles Times, criticó la escena en la que los seis del Oceanic se encuentran con sus familias tras salir de la isla, debido al dominio de la música en ella; no obstante, poco después se retractó de su crítica al ver de nuevo la escena, diciendo que esta le "recordó al final de la primera temporada, cuando vimos a los náufragos subir al fatídico 815 de Oceanic" y que no eran los enigmas los que hacen grande a la serie, sino su factor humano.